# Водолазово (посёлок, Курганская область)
Водолазово — посёлок сельского типа в Катайском районе Курганской области. Входит в состав Никитинского сельсовета.

## География
Расположен на железной дороге, примерно в 12 км к северо-западу от села Никитинское, в 20 километрах (27 км  по автодороге) к западу от районного центра города Катайска, в 245 километрах (243 км  по автодороге)  к северо-западу от областного центра города Кургана.

### Часовой пояс
Водолазово, как и вся Курганская область, находится в часовой зоне МСК+2. Смещение применяемого времени относительно UTC составляет +5:00.

## История
В 1911 году началось строительство железной дороги Синарская — Шадринск, в 1913 году принята в эксплуатацию.
Полуказарма железной дороги 317 километр относилась к Колчеданской волости Камышловского уезда Пермской губернии.
В июле 1918 года установлена белогвардейская власть. В июле 1919 года восстановлена Советская власть.
В 1928 году Полуказарма железной дороги 317 километр входила в Водолазовский сельсовет Каменского района Шадринского округа Уральской области.
Решением Курганского облисполкома № 232 от 16 июня 1962 года п. ст. Водолазово перечислен из упраздняемого Мало-Горбуновского сельсовета в состав Никитинского сельсовета.

## Население
| 1926 | 1989 | 2002 | 2004 | 2010 |
| ---- | ---- | ---- | ---- | ---- |
| 15   | ↗39  | ↘9   | ↗14  | ↘8   |

Национальный состав
- По данным переписи населения 2002 года проживало 9 человек, все русские.
- В 1926 году в поселении Полуказарма железной дороги 317 километр было 4 дома с населением 15 человек (11 русских, 4 белоруса)[3].